# Lenguas de Andorra

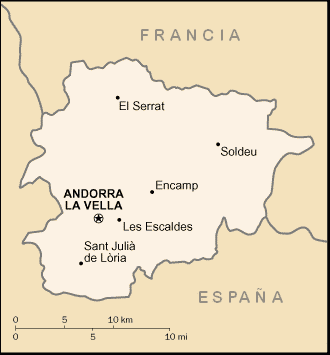
Mapa de Andorra con sus topónimos en catalán.

Las lenguas de Andorra son las usadas en el Principado de Andorra. Las más usadas son el catalán, el español, el francés y el portugués; de ellas solo el catalán es idioma local, las demás se hablan como consecuencia de la inmigración o del turismo. El catalán es también la única lengua oficial según la Constitución Andorrana de 1993; no obstante, Andorra es miembro de la Organización de Estados Iberoamericanos, para lo que fue aceptada el 18 de noviembre de 2004, y miembro de la Organización Internacional de la Francofonía.
El español, el portugués y el francés tienen un uso importante dada la inmigración principalmente española desde mediados del siglo XX. La población andorrana es de nacionalidad española (32%), portuguesa (16%) y francesa (6%), mientras que la población de nacionalidad andorrana es del 38% (el año 2008 y el 2009 son los únicos años en que los ciudadanos andorranos superan a los de nacionalidad española desde que se tienen datos, 1963).
En el caso del español y el francés también se explica su uso habitual por el sector turístico, ya que este es el más importante de la economía del país, y los turistas son principalmente españoles y franceses, y también por las relaciones comerciales con España y Francia.

## Estadísticas

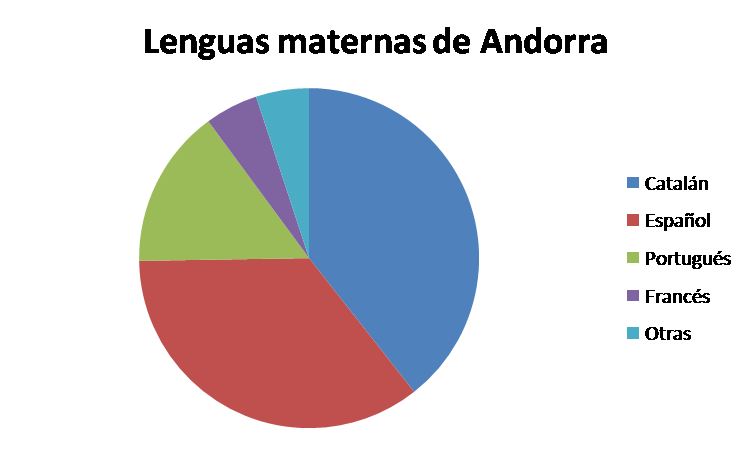
Gráfico de lenguas maternas en Andorra (2012).

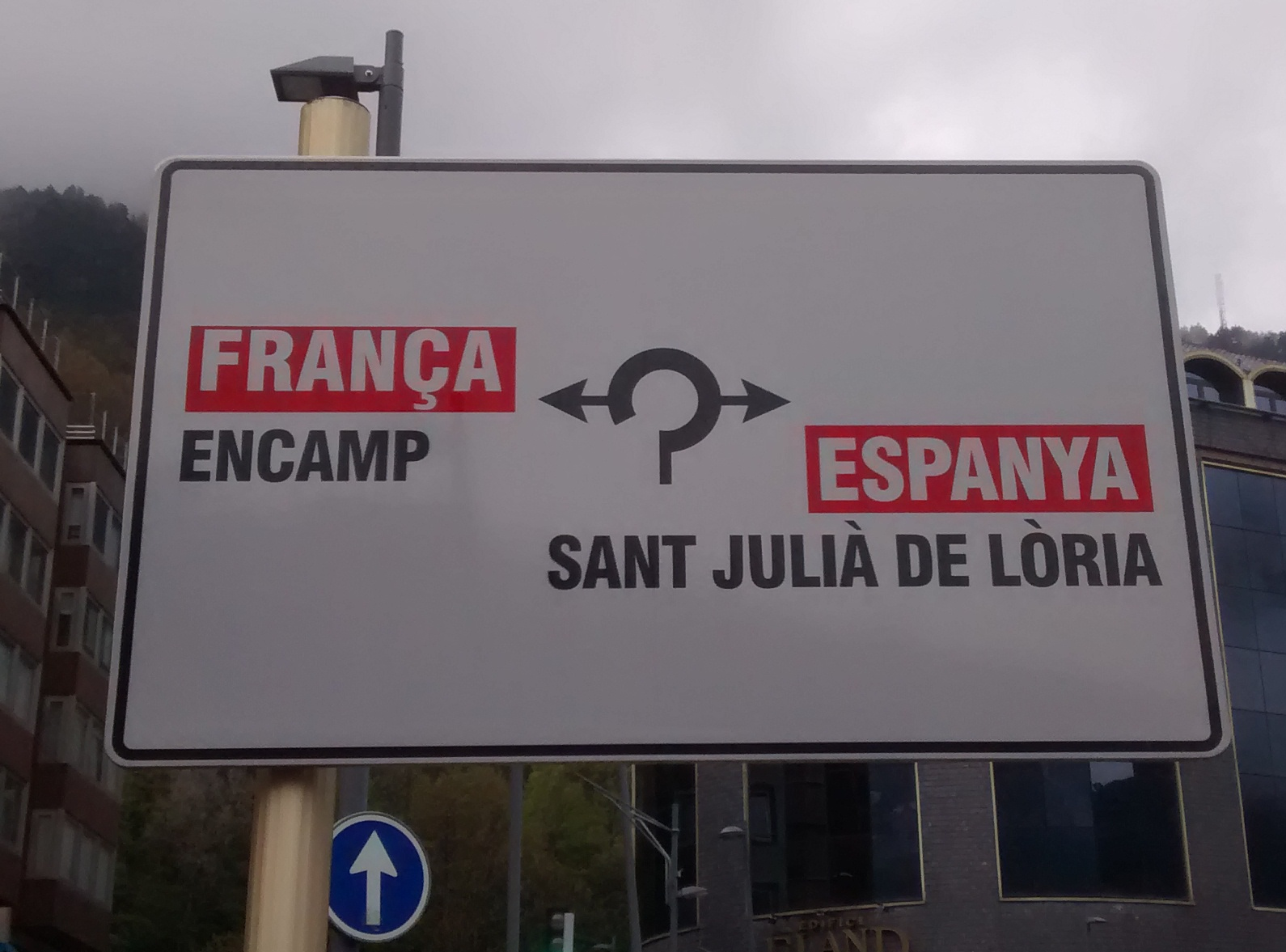
Un cartel en catalán en Andorra indicando las direcciones hacia Francia y España.

Según datos del año 2018, el catalán es el idioma más usado en el país (45,9%), seguido por el español (39,1%) y en un porcentaje inferior, el francés (6,5%) y el portugués (3,9%). Respecto a la lengua materna o primera lengua, sin embargo, el español es la primera lengua, con el 43,2% de la población, mientras que el catalán lo es para el 35,7%.
En una encuesta de usos lingüísticos de Andorra realizada por el Instituto de Estudios Andorranos se percibió que el 80% cree que el catalán es necesario para integrarse en Andorra, mientras que el 18% piensa que no.
| Idioma        | Lengua materna | Lengua materna | Lengua habitual | Lengua habitual |
| Idioma        | 2018           | 2022           | 2018            | 2022            |
| ------------- | -------------- | -------------- | --------------- | --------------- |
| Catalán       | 35,7%          | 44%            | 55,2%           | 63,7%           |
| Español       | 43,2%          | 40,3%          | 37,1%           | 48,6%           |
| Portugués     | 17,1%          | 13,5%          | 3,8%            | 6,6%            |
| Francés       | 8,9%           | 10%            | 2,2%            | 5,7%            |
| Demás idiomas | 6,8%           | 9,8%           | 3,9%            | 4,9%            |

### Español
| Censo | Lengua materna (%) | Segunda lengua (%) | Población total de hispanohablantes (%) |
| ----- | ------------------ | ------------------ | --------------------------------------- |
| 1995  | 34,6%              | 15,4%              | 50,0%                                   |
| 1999  | 43,2%              | 15,0%              | 58,2%                                   |
| 2004  | 43,4%              | 17,4%              | 60,8%                                   |
| 2009  | 43,9%              | 15,2%              | 59,1%                                   |
| 2014  | 43,8%              | 12,6%              | 56,4%                                   |
| 2018  | 43,2%              | 14,4%              | 57,6%                                   |

Hispanohablantes en Andorra
(mayores de 15 años)

| Censo | Lengua materna | Porcentaje | Segunda lengua Población Total | Porcentaje |
| ----- | -------------- | ---------- | ------------------------------ | ---------- |
| 2004  | 23.454         | 35,9%      | 50.260                         | 65,38%     |
| 2005  | 23.618         | 35,4%      | 53.963                         | 68,70%     |
| 2009  | 33 305         | 39,6%      | 54 906                         | 65,30%     |

## Idiomas en la educación

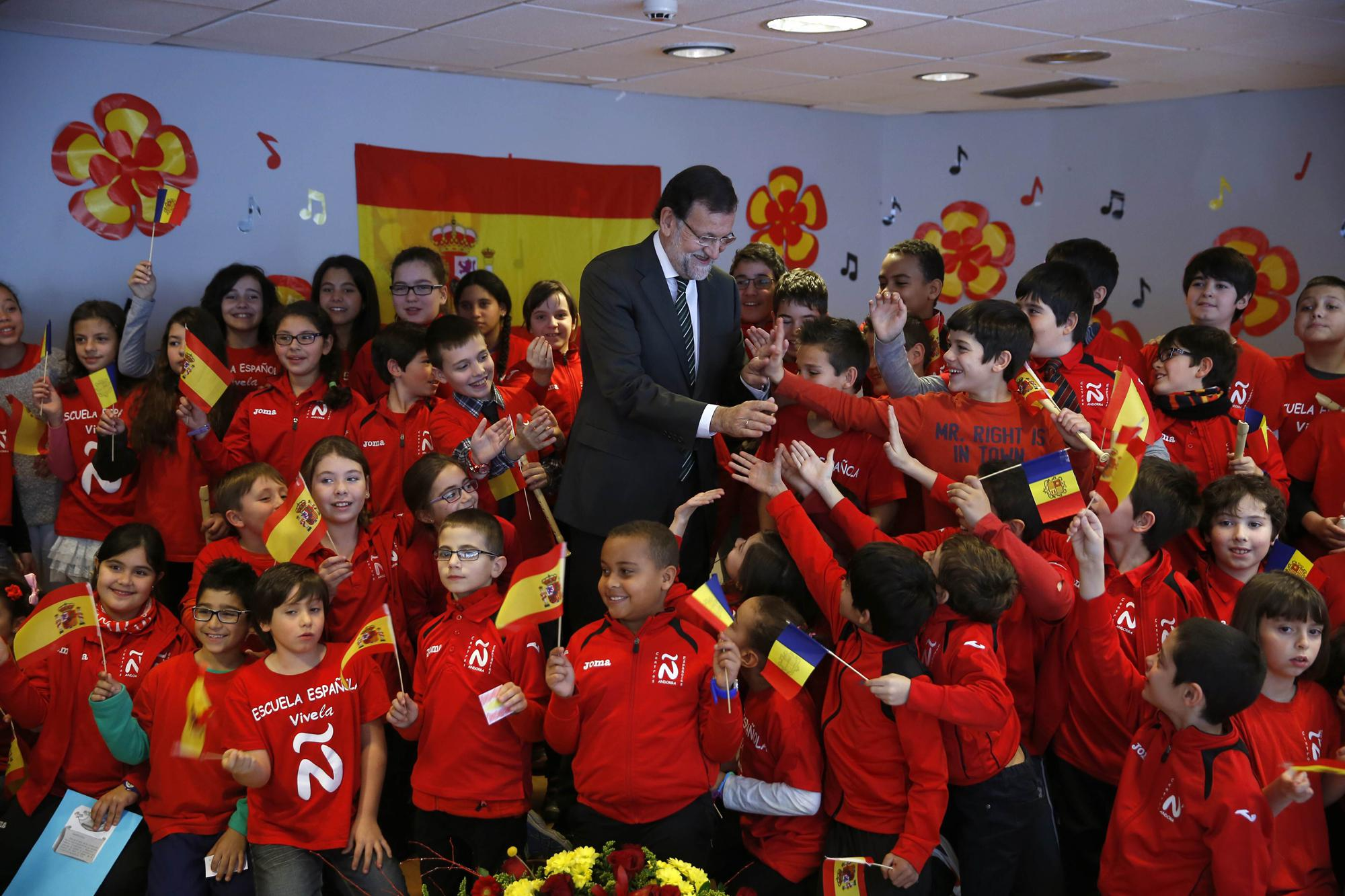
Estudiantes de la Escuela Española de Las Escaldas-Engordany, en Andorra.

El sistema educativo en Andorra se divide por tres tipos de sistemas compuesto por el sistema andorrano, español y francés. El sistema andorrano depende del Ministerio de Educación y Cultura del Gobierno de Andorra y fue creado en 1982, la lengua vehicular de esta enseñanza es el catalán.
El sistema español depende del Ministerio de Educación de España y ha estado en funcionamiento desde 1882. Desde la unificación en 2016 de todos los centros educativos españoles en uno solo denominado «Colegio Español María Moliner», el ministerio cuenta con un centro educativo –con dos sedes– en el que se imparte educación infantil, primaria, secundaria y bachillerato. La lengua vehicular de este sistema es el español.
El francés cuenta con 14 centros maternales y de primaria y un instituto, el Lycée Comte de Foix, y la lengua vehicular de este es el francés.
| Sistema educativo                              | 1985  | 1990  | 1995  | 2000  | 2005   | 2010   | 2015   | 2020   |
| ---------------------------------------------- | ----- | ----- | ----- | ----- | ------ | ------ | ------ | ------ |
| Sistema andorrano                              | 298   | 747   | 1.541 | 2.352 | 3.612  | 4.157  | 4.327  | 4.521  |
| Sistema español                                | 4.961 | 4.744 | 3.977 | 3.546 | 3.541  | 3.243  | 3.093  | 2.814  |
| Sistema francés                                | 3.509 | 3.533 | 3.580 | 3.534 | 3.636  | 3.402  | 3.593  | 3.463  |
| Total estudiantes                              | 8.768 | 9.024 | 9.098 | 9.432 | 10.789 | 10.802 | 11.013 | 10.910 |
| Fuente: Departamento de Estadística de Andorra |       |       |       |       |        |        |        |        |